# Fritz Fiedler
Fritz Fiedler, född den 9 januari 1899 i Potsdam, död den 8 juli 1972 i Schliersee, var en tysk ingenjör och bilkonstruktör.
Efter examen vid Tekniska högskolan i Charlottenburg arbetade Fiedler för Stoewer-Werke i Stettin innan han 1926 gick vidare till Horch i Zwickau. 1932 anställdes Fiedler av BMW i Eisenach som chefskonstruktör för företagets personbilar. Här utvecklade han modeller som 326, 327 och 328. Från 1940 var han även chef för all fordonsutveckling i München. 
Efter andra världskriget arbetade Fiedler i Storbritannien för Frazer-Nash, som importerat BMW under 1930-talet. Han arbetade även för Bristol med utvecklingen av 400-serien. 1949 var Fiedler tillbaka i Tyskland, där han arbetade en tid för Opel innan han 1951 åter anställdes av BMW som chef för övergripande fordonsutveckling. Från 1959 var Fiedler chef för hela utvecklingsavdelningen. Under hans ledning konstruerades modeller som BMW 501, 700 och 1500/2000.